# Rocca Grimalda
Rocca Grimalda – miejscowość i gmina we Włoszech, w regionie Piemont, w prowincji Alessandria.
Według danych na styczeń 2010 gminę zamieszkiwało 1540 osób przy gęstości zaludnienia 98,5 os./1 km².